# Nazym
Le Nazym (en russe Назым) est une rivière de Russie qui coule dans le district autonome des Khantys-Mansis. C'est un affluent direct de l'Ob en rive droite. 

## Géographie
La longueur du Nazym est de 422 kilomètres. Son bassin s'étend sur quelque 11 700 km2.
Le Nazym prend sa source dans les Ouvalis septentrionaux, faibles hauteurs situées dans la région nord de la grande plaine de Sibérie occidentale dans le district des Khantys-Mansis.
À sa naissance, la rivière s'oriente vers le sud, puis vers le sud-sud-est. Elle coule plus ou moins parallèlement à l'Ob, une trentaine de kilomètres plus à l'est, tout en se dirigeant en sens inverse, le grand fleuve coulant au contraire du sud vers le nord. 
Le Nazym finit par se jeter dans l'Ob en rive droite, au niveau de la localité de Trenka, quelques kilomètres en amont de la confluence Ob-Irtych, dans la région de la ville de Khanty-Mansiïsk.

## Gel - Navigabilité
Le Nazym gèle au mois d'octobre et reste pris par les glaces jusque fin avril, voire début mai.
La rivière est navigable pour de petites embarcations.

## Hydrométrie - Les débits mensuels à Kychik
Le débit de la rivière a été observé pendant 32 ans (durant la période 1968-1999) à Kychik, localité située à 36 kilomètres en amont de son confluent avec l'Irtych. 
Le débit inter annuel moyen ou module observé à Kychik sur cette période était de 86,9 m3/s pour une surface de drainage de 11 500 km2, soit la presque totalité du bassin versant de la rivière. La lame d'eau écoulée dans ce bassin versant se monte ainsi à 239 millimètres par an, ce qui peut être considéré comme assez élevé.
Rivière alimentée en partie par la fonte des neiges, le Nazym est un cours d'eau de régime nivo-pluvial qui présente globalement deux saisons. 
Les hautes eaux se déroulent aux mois de mai et de juin, ce qui correspond au dégel et à la fonte des neiges de son bassin. Dès le mois de juillet, le débit de la rivière baisse rapidement puis se maintient tout au long de l'été à un niveau assez élevé jusqu'à la période des basses eaux. Celle-ci a lieu de novembre à avril inclus. La rivière conserve durant toute la période des basses eaux un débit assez consistant. 
Le débit moyen mensuel observé en mars (minimum d'étiage) est de 32,4 m3/s, soit 12,5 % du débit moyen du mois de mai (255 m3/s), ce qui montre l'amplitude, modérée pour la Sibérie, des variations saisonnières. Sur la durée d'observation de 32 ans, le débit mensuel minimal a été de 20,9 m3/s en mars 1969, tandis que le débit mensuel maximal s'élevait à 447 m3/s en mai 1987.